# 沖繩日語
沖繩日語，即沖繩大和語，日本亦稱作沖繩辯，是日本語在今沖繩縣一帶的方言。
日本吞併琉球之後，明治政府推行標準語普及運動。為了更好地推動日語的普及，沖繩縣的學校在使用琉球語的學生脖子上掛上「方言札」，以示與其他學生的區別。為了避免自己的孩子受此羞辱，父母紛紛要求自己的子女學習日語，此後，在琉球，日語融合了琉球語，形成了一種含有濃重琉球風味的方言——沖繩方言，也就是沖繩式日本語。
沖繩式日本語與日本語西南方言相近，語法與標準日本語相同。但其發音類似於琉球語，與標準日本語有較大不同。第二次世界大戰後，美軍佔領了琉球群島。受到美國文化的影響，沖繩式日本語也融入了許多美式英語的辭彙。